# 타임 큐브
타임 큐브(Time Cube)는 자칭 "지구상에서 가장 현명한 사람"인 오티스 유진 "진" 레이(Otis Eugene "Gene" Ray)가 1997년에 만든 유사과학적 개인 웹 페이지이다. 이는 "타임 큐브"라고도 불리는 레이의 "만물의 이론"에 대한 자체 출판 매체였다. 이 책은 모든 현대 과학이 매일 실제로 구성되어 있다는 그의 이론의 진실을 생략함으로써 거짓말을 가르치려는 세계적인 음모론에 참여하고 있다고 논박적으로 주장한다. 4일이 동시에 발생한다. 이러한 진술과 함께 레이는 자신을 자신의 견해에 대한 "절대적인 증거와 증거를 가지고 있는 뛰어난 지능을 가진 신과 같은 존재"라고 묘사했다. 레이는 학계가 타임 큐브를 진지하게 받아들이지 않았다고 반복적으로 다양하게 주장했다.
2015년 8월 홈페이지 등록이 만료되었다.